# Kabale
Pour le district, voir Kabale (district).
Pour les articles ayant des titres homophones, voir Kabbale et cabale.
Kabale est une ville du sud-ouest de l'Ouganda, capitale du district homonyme.

## Religion
Kabale est le siège du Diocèse de Kabale, un évêché catholique érigé le 1er février 1966. Sa cathédrale est placée sous le vocable de Notre-Dame-du-Bon-Pasteur.